# Hemidactylus modestus
Hemidactylus modestus es una especie de gecos de la familia Gekkonidae.

## Distribución geográfica yhábitat
Es endémica de las selvas del este de Kenia. Su rango altitudinal oscila entre 50 y 300 m s. n. m..